# مكثف (كهرباء)
قالب:العناصر الأساسية للدائرة الكهربائية

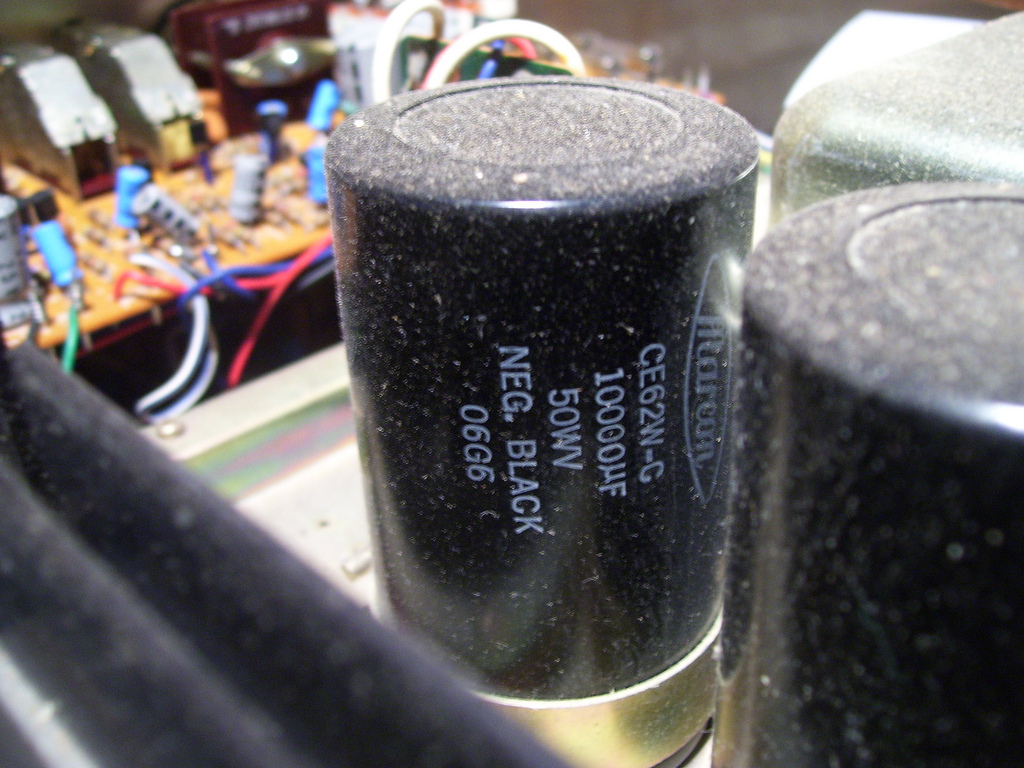

رسم توضيحي للمكثف وبين لوحيه مادة عازلة

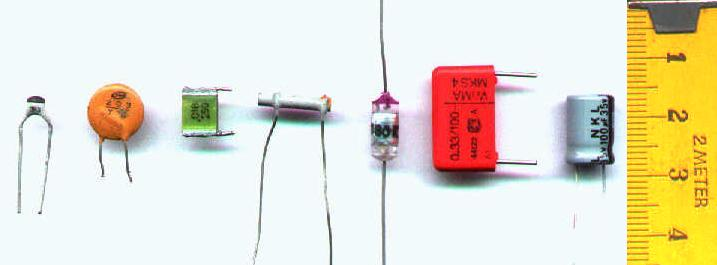
أشكال مختلفة من المكثفات

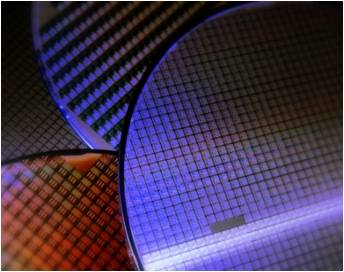
مكثفات رفيعة لتطبيقات درجة الحرارة العالية

المُكَثِّف أو المُتَّسِعة أو المُواسِع (بالإنجليزية: Capacitor) (باللاتينية: Condensatrum) (ويُقال له أيضًا: المُكَثِّفة) من مكونات الدوائر الكهرَبية، وهو جهازٌ يَخزُن الطاقة الكهرَبية أو الشِحنة الكهرَبية مُدَّةً من الزمن على شكل مجال كهرَبي، وهو مِن: لوحَين مُوْصِلَين، لكل منهما شِحنةٌ كهربية متساوية المقدار، متعاكسة الإشارة. فتُستعمل الشِحنة الكهربائية أو تتبدد في الوقت الملائم. ويَفصِل اللوحين مادةٌ عازلة (كالهواء).
وأذا رُكِّبَ في دائرة كهربية، استطاع تفريغ الشِحنة المخزونة فيه فورًا، أو إعادة شَحنِه. وللمكثفات المصنّعة صفائحُ معدِنية رقيقة، مُوْصِلة للكهرباء، توضع بعضُها فوق بعضها وبينها طبقات العوازل، أو تلُفُّ بعضُها حول بعض ليصغُر حجم المواسِع. ويُقال للمكثف أيضًا: مواسِعة، ومتسعة. ويُستعمل في الإنجليزية اسم «مواسعة (Capacitaire)» في اليوم أكثر، وكان يُقال له سابقًا: «مكثف (Condenser)».

يُولّد عزل لوحي المكثف المشحون مجالًا كهربائي بينهما. فالشِحنة السالبة -Q على اللوح A، والشحنة الموجبة +Q على اللوح الآخر.

تعمل المتسعات بجهود كهربائية شتى: من بضع عشراتٍ فولتًا كما في الدوائر الإلكترونية والكهربائية، إلى آلاف الفولتات كما في شبكات القدرة الكهربائية.

## تاريخ
كانت المكثفات الطبيعية موجودة منذ عصور ما قبل التاريخ. وأكثر الأمثلة شيوعًا هي الشحنات الساكنة المتراكمة بين السحب في السماء وسطح الأرض حيث يعمل الهواء بينهما كعازل كهربائي. وينتج عن هذا صواعق البرق.
في أكتوبر 1745 وجد ايوالد جورج فون كلايست من بوميرانيا، ألمانيا أنه يمكن تخزين الشحنة عن طريق توصيل مولد كهروسكوني(كهروستاتيكي) عالي الجهد بسلك في قارورة زجاجية. عملت يد هذا العالم والماء كموصلات بالرغم من وجود عازل بين يده والماء وهي القارورة (على الرغم من أن تفاصيل الآلية لم يتم تحديدها بشكل صحيح في ذلك الوقت). وجد فون كلايست أن لمس السلك المتصل بالقارورة أدى إلى شرارة قوية أكثر إيلامًا بكثير من تلك التي يتم الحصول عليها من مولد كهروسكوني(كهروستاتيكي) . في العام التالي اخترع الفيزيائي الهولندي بيتر فان موشنبروك مكثفًا مشابهًا والذي أطلق عليه اسم قارورة ليدن على اسم جامعة لايدن حيث كان يعمل. كما أُعجب بقوة الصدمة التي تلقاها وكتب "لن أتحمل صدمة ثانية من أجل مملكة فرنسا".
كان دانييل جرالات أول من جمع عدة أوعية بالتوازي لزيادة سعة تخزين الشحنة. قام بنيامين فرانكلين بفحص جرة ليدن وتوصل إلى استنتاج "أن الشحنة مخزنة على الزجاج وليس في الماء" كما كان بفترض آخرون. كما اعتمد مصطلح "البطارية" (الذي يشير إلى زيادة الطاقة مثل صف من المدافع المماثلة) والذي تم تطبيقه لاحقًا على مجموعات من الخلايا الكهروكيميائية.
في عام 1747 تم تصنيع قارورة ليدن عن طريق طلاء الجزء الداخلي والخارجي من الأوعية برقائق معدنية مع ترك مساحة عند الفوهة لمنع حدوث قوس كهربائي بين الرقائق. كانت أقدم وحدة للسعة هي الجرة(وحدة) التي تعادل حوالي 1.11 نانوفاراد.
كانت قارورة ليدن تُستخدم حصريًا حتى عام 1900 تقريبًا عندما أدى اختراع اللاسلكي (الراديو) إلى زيادة الطلب على المكثفات القياسية وكان الانتقال الثابت إلى الترددات الأعلى يتطلب مكثفات ذات حث مغناطسي أقل حيث بدأ استخدام طرق بناء أكثر إحكاما مثل صفيحة عازلة مرنة (مثل الورق المزيت) علي شكل عبوة صغيرة محصور داخلها صفائح من رقائق معدنية معزولة ملفوفة أو مطوية.

## قوانين
تعريف سعة المكثف:
- سعة المواسع = الشحنة كولوم ÷ فرق الجهد بين طرفي المواسع فولت.

أو بالإنجليزية:
C = Q/V
حيث:
Q الشحنة كولوم
V فرق الجهد فولت.
يتضح من ذلك أن سعة المكثف تزيد بزيادة المساحة حيث أن الشحنة تزيد بزيادة مساحة سطح المكثف.

## توصيل مكثفان على التوازي

توصيل المكثفات على التوازي.

ربط مكثفين على التوازي يتم كالآتي: في حالة المكثفات الأسطوانية، نوصل الصفيحة الخارجية للمكثف الأول بالصفيحة الخارجية للمكثف الثاني بسلك. بسلك آخر نوصل الصفيحة الداخلية للمكثف الأول بالصفيحة الداخلية للثاني. بعد ذلك نوصل الصفائح الخارجية بأحد أقطاب الدائرة الكهربية وليكن القطب الموجب، ونوصل السلك الآخر بالقطب السالب في الدائرة. بذلك تكبر سعة المواسع طبقا للعلاقة الآتية:
- السعة المكافئة موسعتين مربوطة على التوازي:

Ceq = c1 + c2
ويتم التوصيل على التوازي حيث يتم توصيل الأطراف السالبة مع بعضها والموجبة مع بعضها

## توصيل مكثفان على التوالي

توصيل المكثفات على التوالي.

في التوصيل على التوالي نوصل الصفيحة الخارجية للمكثف الأول بالصفيحة الداخلية بالمكثف الثاني بواسطة سلك. والآن نوصل الصفيحة الداخلية للمكثف الأول بالقطب الموجب في الدائرة والصفيحة الخارجية للمكثف الثاني بالقطب السالب.
- السعة المكافئة لموسعتين مربوطين على التوالي:

1/C (مكافئة)= 1/C2/1 + C1
ويتم توصيل الطرف الموجب بالطرف السالب والسالب بالموجب والموجب بالسالب وهكذا
```
-+
-+
-+
-+
```

## أنواع المكثفات
- المقالة الرئيسية: أنواع المكثفات

تتوفر المكثفات تجاريًا في أشكال مختلفة عديدة. يؤثر نوع العازل الداخلي والمسافات البينية بين الألواح وتغليف الجهاز بشكل كبير على خصائص المكثف وتطبيقاته. تتراوح قيمة سعته من منخفضة جدًا في نطاق البيكوفاراد إلى مكثفات فائقة تبلغ حوالي 5 كيلو فاراد.
تُستخدم المكثفات الكهروليتية التي تزيد عن 1 ميكروفاراد كثيراً بسبب حجمها الصغير وتكلفتها المنخفضة مقارنة بالأنواع الأخرى بالرغم من ثباتها الضعيف نسبيًا وعمرها وطبيعتها المستقطبة وفي بعض الحالات تستخدم المكثفات الفائقة عالية السعة بدل الشائعة.

### المواد العازلة
تحتوي معظم المكثفات على فاصل عازل بين لفائفها مما يزيد من سعتها مقارنة بالهواء أو الفراغ. وللحصول علي أكبر شحنة يمكن أن يحملها المكثف يجب أن يكون للمادة العازلة أعلى نفاذية ممكنة مع وجود جهد انهيار مرتفع قدر الإمكان ويحتاج العازل أيضًا إلى أقل خسارة ممكنة مع التردد.
ومع ذلك تتوفر مكثفات منخفضة السعة مع فراغ عالٍ بين ألواحها للسماح بتشغيل جهد عالي للغاية وخسائر منخفضة. كانت المكثفات ذات السعة المتغيرة التي تكون ألواحها معرضة للهواء تستخدم بشكل شائع في دوائر ضبط الراديو والآن تستخدم التصميمات عازل من رقائق البوليمر بين الألواح المتحركة والثابتة مع عدم وجود مساحة هوائية كبيرة بين الألواح.
تتوفر العديد من العوازل الصلبة بما في ذلك الورق والبلاستيك والزجاج والميكا والسيراميك.
يستخدام الورق على نطاق واسع في المكثفات القديمة ويوفر أداء جهد عالي نسبيًا. ومع ذلك يمتص الورق الرطوبة وتم استبداله إلى حد كبير بمكثفات الفيلم البلاستيكي.
تقدم معظم الأفلام البلاستيكية المستخدمة الآن استقرارًا وأداءً أفضل في المواد العازلة القديمة مثل الورق المزيت، مما يجعلها مفيدة في دوائر المؤقت على الرغم من أنها قد تقتصر على درجات حرارة التشغيل والترددات المنخفضة نسبيًا بسبب قيود الفيلم البلاستيكي المستخدم. تُستخدم مكثفات الفيلم البلاستيكي الكبيرة على نطاق واسع في دوائر الكبت ودوائر بدء تشغيل المحرك ودوائر تصحيح معامل القدرة.
مكثفات السرميك(الخزفية) صغيرة بشكل عام ورخيصة ومفيدة للتطبيقات ذات التردد العالي على الرغم من أن سعتها تختلف بشدة مع الجهد ودرجة الحرارة وعمرها قصير. تعاني أيضًا من التأثير الكهرضغطي. يتم تصنيف مكثفات السرميك على نطاق واسع على أنها عوازل من الفئة 1 والتي لها تغير في السعة مع درجة الحرارة. عادة ما تكون مكثفات السيراميك الحديثة متعددة الطبيقات الصغيرة جدًا ولكن بعض الأنواع لها سماحية كبيرة بطبيعتها. لها مشاكل ميكروفونية وعادة ما تكون هشة.
تتميز المكثفات المصنوعة من الزجاج والميكا بأنها معتمدة للغاية ومستقرة مع درجات الحرارة والجهد العاليين ولكنهما باهظا الثمن للغاية بالنسبة لمعظم التطبيقات السائدة.

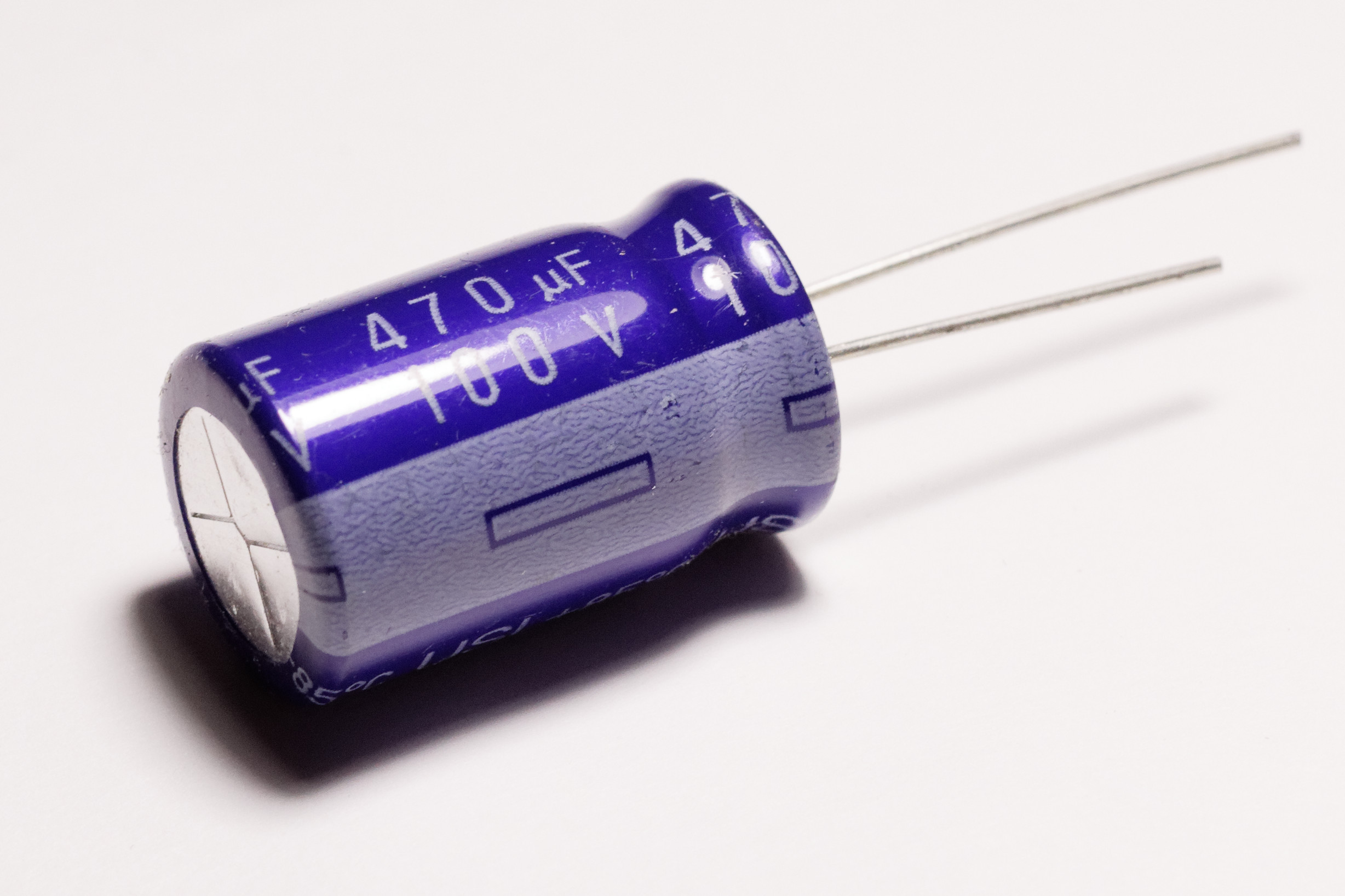
مكثف إلكتروليتي

تُستخدم المكثفات الكهروليتية والمكثفات الفائقة لتخزين كميات صغيرة أو كبيرة من الطاقة على التوالي وغالبًا ما تُستخدم المكثفات الخزفية في دائرة الرنين وتحدث السعة الطفيلية(هي ظاهرة غير مرغوب فيها تحدث بسبب التقارب غير المُخطط له بين الموصلات في الدوائر) في الدوائر حيث يتم تشكيل بنية "موصل-عازل-موصل" البسيطة عن غير قصد من خلال تكوين تخطيط الدائرة.

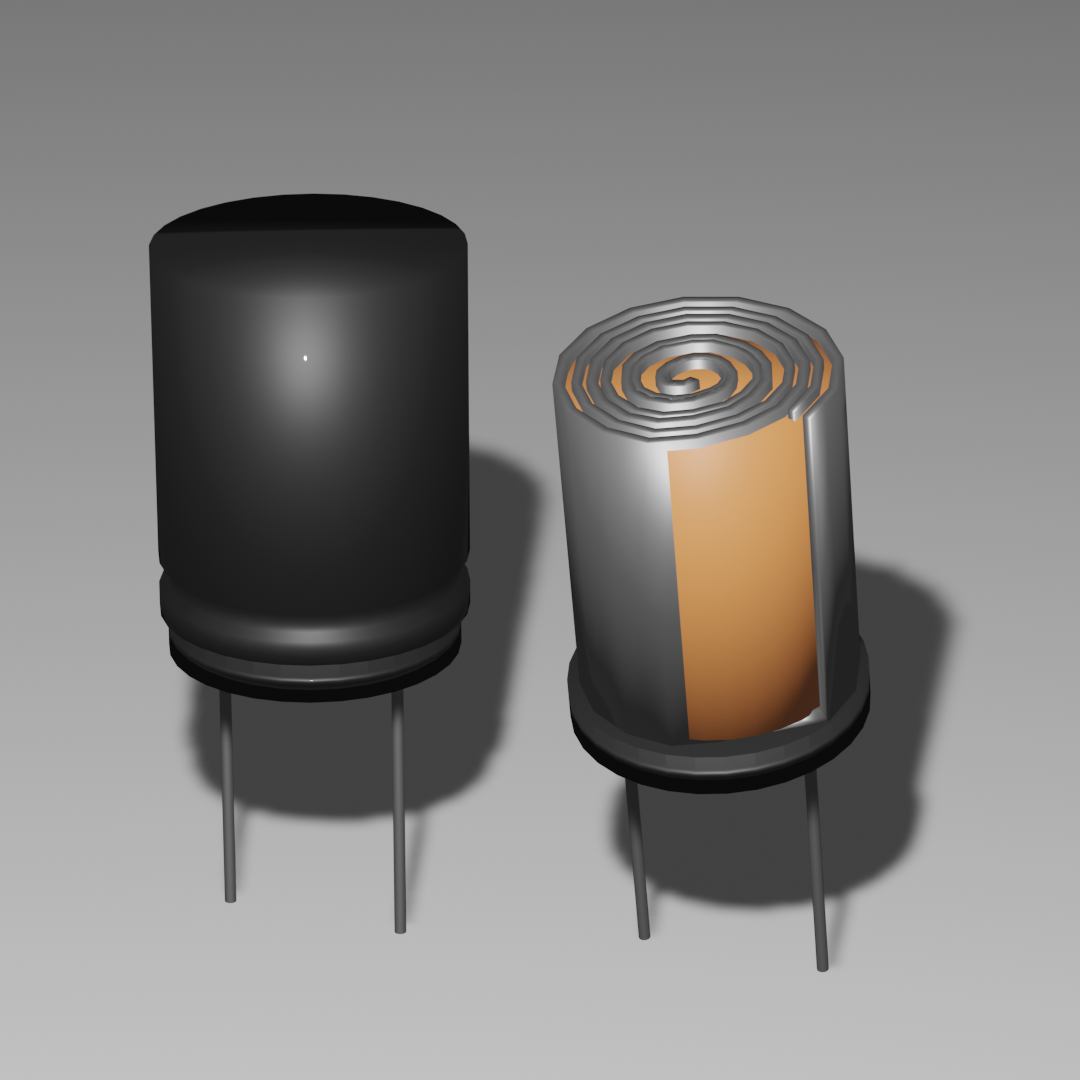
تكويت المكثف من الداخل

تستخدم المكثفات الإلكتروليتية صفيحة من الألومنيوم أو التنتالوم مع طبقة عازلة من أكسيد. القطب الثاني عبارة عن إلكتروليت سائل متصل بالدائرة بواسطة صفيحة رقائق معدنية أخرى. توفر المكثفات الإلكتروليتية سعة عالية جدًا ولكنها تعاني من ضعف التحمل وعدم الاستقرار والفقدان التدريجي للسعة خاصة عند تعرضها للحرارة. قد تتسبب المكثفات ذات الجودة الرديئة في تسرب الإلكتروليت وهو أمر ضار بلوحات الدوائر المطبوعة. تنخفض قابلية توصيل الإلكتروليت عند درجات الحرارة المنخفضة مما يزيد من مقاومة الدائرة. على الرغم من استخدامها على نطاق واسع في معالجة إمدادات الطاقة فإن خصائص التردد العالي الضعيفة تجعلها غير مناسبة للعديد من الاستخدامات. تعاني المكثفات الإلكتروليتية من التلف الذاتي إذا لم يتم استخدامها لفترة (حوالي عام)، وعند استخدامها قد يحدث ماس كهربائي، مما يؤدي إلى إتلاف المكثف بشكل دائم وعادة ما يؤدي إلى انفجاره. على سبيل المثال في المعدات القديمة قد يتسبب هذا في حدوث قوس كهربائي في أنابيب المقوم.
توفر مكثفات التنتالوم خصائص تردد ودرجة حرارة أفضل من الألومنيوم ولكن لديها تسريب طاقة أعلى.

## أنواع وأشكال المكثفات
يطلق على المكثف ذي السعة الثابتة (المكثف الثابت)، أما المكثف الذي يمكن تغيير سعته (وذلك بتغيير المساحة المحصورة بين الألواح) فيطلق عليه اسم المكثف المتغير. يوجد أيضا نوع ثالث من المكثفات يمكن أن نتحكم في تغيير سعته، أو يترك دون تعديل لفترات زمنية طويلة ويطلق عليه اسم (مكثف تريمر) الذي قد نلجأ لضبط قيمته عند إجراء أعمال الصيانة والإصلاح في الدائرة الإلكترونية.
والشكل التالي يبين الرموز الاصطلاحية لهذه الأنواع من المكثفات.

## السعة
تعرف قدرة المكثف على تخزين الشحنة الكهربية بالسعة الكهربية أو السعة ووحدة قياسها فاراد.
اختيار سعة المكثف في الدائرة الإلكترونية يتحدد بعاملين أساسيين هما سعة المكثف، وفرق الجهد المطبق على طرفيه، ووحدة قياس السعة فاراد. وبحسب الغرض من الاستخدام توجد مكثفات بوحدات أصغر مثل: ميللي فاراد، ومايكرو فاراد، وهي الأكثر استعمالاً.

## العوامل المؤثرة على سعة المكثف
يوجد ثلاثة عوامل أساسية تؤثر على سعة المكثف بصورة مباشرة وهذه العوامل هي:
- المساحة السطحية لألواح المكثف (a):

إن سعة المكثف تتناسب طرديا مع المساحة السطحية للألواح، فإذا زادت مساحة سطح اللوح زادت سعة المكثف وذلك لزيادة استيعابه للشحنات الكهربائية، وبالعكس تقل سعة المكثف كلما قلت هذه المساحة.
- المسافة بين الألواح (d):

تقل السعة عندما تزداد المسافة بين الألواح وتزداد كلما قلت تلك المسافة، أي أنه يوجد تناسب عكسي بين سعة المكثف والمسافة بين ألواحه.
- الوسط العازل (المادة العازلة) ε:

تتغير سعة المكثف بتغير المادة العازلة بين الألواح ويعتبر الهواء الوحدة الأساسية لمقارنة قابلية عزل المواد الأخرى المستعملة في صناعة المكثفات. يوجد لكل مادة ثابت عزل يطلق عليه إبسلون ε.
مما سبق نجد أن سعة المكثف C بدلالة المساحة السطحية للوح A والمسافة بين اللوحين d وثابت العزل للمادة العازلة ε يكون:
{\displaystyle C={\frac {\varepsilon A}{d}}}.
والجدول التالي يبين قيمة ثابت العزل εr لبعض المواد المستعملة في صناعة المكثفات.
وثابت العزل ε في المعادلة يساوي حاصل ضرب ثابت العزل للهواءεo مضروب في ثابت العزل النسبي للمواد العازلة، بالتالي تكون

## المفاعلة (مقاومة المكثف الأومية)
المكثف الكهربي له مقاومة أومية Xc (لأنها تقاس بوحدة الأوم) تتغير مع التردد (f) وتتناسب عكسيا مع كل من السعة C والتردد f، ويمكن حسابها من القانون
{\displaystyle X_{C}={\frac {1}{2\pi fC}}}
في حالة التيار المستمر تكون قيمة الترددF تساوي (صفر)، وتكون بالتالي قيمة مقاومة المكثف الأومية Xc كبيرة جدا (ما لا نهاية) وبذلك فإن المكثف إذا وصل بالتوالي مع مصدر التيار المستمر يمنع مرور التيار المستمر في الدائرة، بينما يمرر التيار المتغير وهذه الخاصية تعد أهم وظائف استعمالات المكثف في الدائرة الإلكترونية.

## استعمالات المكثف

### المحركات الكهربائية
المقال الرئيسي: مكثف المحرك

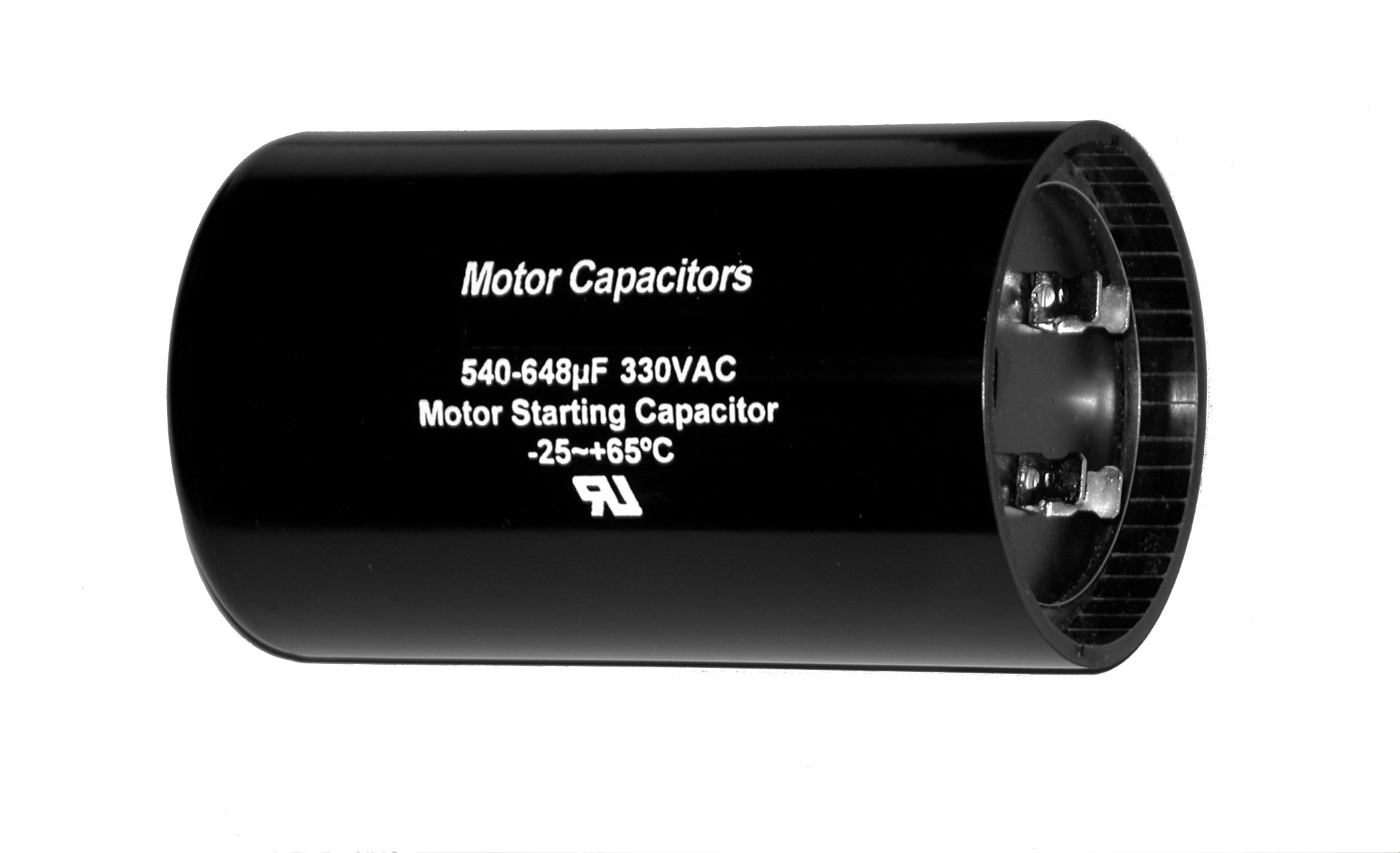
مكثف المحرك

في محركات القفص السنجابي أحادية الطور، لا تكون لفات المحرك الداخلية قادرة على بدء الحركة الدورانية بمفردها، ولكنها قادرة على دعمها. لبدء تشغيل المحرك، يحتوي ملف البِدء على مكثف يتم توصيل هذا المكثف لبدء الحركة حتي تسطيع الزاوية السماح بجريان التيار فيتم إنشاء مجال كهربائي دوار قوة هذا المجال ليست ثابتة ولكنها كافية لبدء دوران الدوار. عندما يقترب الدوار من سرعة التشغيل يقوم مفتاح الطرد المركزي بفصل المكثف. يتم تثبيت مكثف البدء عادةً على جانب غلاف المحرك. تسمى هذه المحركات محركات بدء مكثف والتي لديها عزم دوران بدء مرتفع نسبيًا. يمكن أن يكون لها عادة ما يصل إلى أربعة أضعاف عزم البدء مثل المحرك المنقسم الطور وتُستخدم في تطبيقات مثل الضواغط وغسالات الضغط وأي جهاز صغير يتطلب عزم بدء عالي.
تكون مكثفات بدء تشغيل المحرك عادةً من أنواع إلكتروليتية غير مستقطبة في حين تكون المكثفات الشائعة تصنع من عوازل تقليدية مثل الورق أو الفيلم البلاستيكي.

### تخزين الطاقة
يمكن للمكثف تخزين الطاقة الكهربائية عند فصله عن دائرة الشحن الخاصة به وبالتالي يمكن استخدامه كبطارية مؤقتة أو مثل أنواع أخرى من أنظمة تخزين الطاقة القابلة لإعادة الشحن.
تُستخدم المكثفات عادةً في الأجهزة الإلكترونية للحفاظ على إمداد الطاقة أثناء تغيير البطاريات. يمكن للمكثف تسهيل تحويل الطاقة الحركية للجسيمات المشحونة إلى طاقة كهربائية وتخزينها.
هناك اختلاف بين المكثفات والبطاريات كأجهزة تخزين للطاقة. يمكن للمكثفات إطلاق طاقتها المخزنة في وقت قصير جدًا مقارنة بالبطاريات. وعلى العكس يمكن للبطاريات أن تحمل شحنة أكبر بكثير وفقًا لحجمها. توفر المكثفات التقليدية أقل من 360 جول لكل كيلوغرام من الطاقة في حين أن البطارية القلوية التقليدية لها كثافة 590 كيلوجول لكل كيلوغرام. هناك حل وسط بين البطاريات و المكثفات ألا وهي المكثفات الفائقة والتي يمكنها الشحن بشكل أسرع بكثير من البطاريات وتتحمل دورات شحن وتفريغ أكثر بكثير من البطاريات القابلة لإعادة الشحن. ومع ذلك، فهي أكبر بعشر مرات من البطاريات التقليدية لنفس الشحنة. من ناحية أخرى، فقد ثبت أن كمية الشحنة المخزنة في الطبقة العازلة الرقيقة في المكثف يمكن أن تساوي أو حتى تتجاوز كمية الشحنة المخزنة على ألواحه.
في أنظمة راديو السيارات تخزن المكثفات الكبيرة الطاقة لكي يستخدمها مكبر الصوت عند تشغيله. بالنسبة لأنبوب الفلاش يتم استخدام مكثف لحفظ الجهد العالي.

### الذاكرة الرقمية
في الثلاثينيات من القرن العشرين طبق جون أتاناسوف مبدأ تخزين الطاقة في المكثفات لبناء ذاكرات رقمية ديناميكية لأول حواسيب تعمل بنظام العد الثنائي وتستخدم أنابيب الإلكترون للمنطق.

### الطاقة النبضية والأسلحة

بندقية كهرومغناطيسية

تُستخدم الطاقة النبضية في العديد من التطبيقات لزيادة كمية الشحنة المنطلقة خلال فترة زمنية قصيرة جداً باسخدام جهاز صغير. يمكن تحقيق نبضات في نطاق النانو ثانية وقدرات في الجيجاوات. وغالباً ما تتطلب النبضات القصيرة مكثفات مصنوعة خصيصاً ومنخفضة الحث وعالية الجهد والتي غالباً ما تستخدم في مجموعات كبيرة لتزويد نبضات ضخمة من التيار للعديد من تطبيقات الطاقة النبضية. وتشمل هذه التطبيقات التشكيل الكهرومغناطيسي ومولدات ماركس، والليزر النبضي (خاصة ليزر TEA) وشبكات تشكيل النبضات والرادار وأبحاث الاندماج ومسرعات الجسيمات.
تُستخدم المكثفات الكبيرة كمصادر طاقة لمفجِّرات أسلاك التفجير أو المفجِّرات الصاعقة في الأسلحة النووية وغيرها من الأسلحة المتخصصة. ويجري العمل التجريبي باستخدام بنوك من المكثفات كمصادر طاقة للدروع الكهرومغناطيسية والمدافع الكهرومغناطيسية والمدافع اللولبية (بندقية لفائف).

### مزودات الطاقة

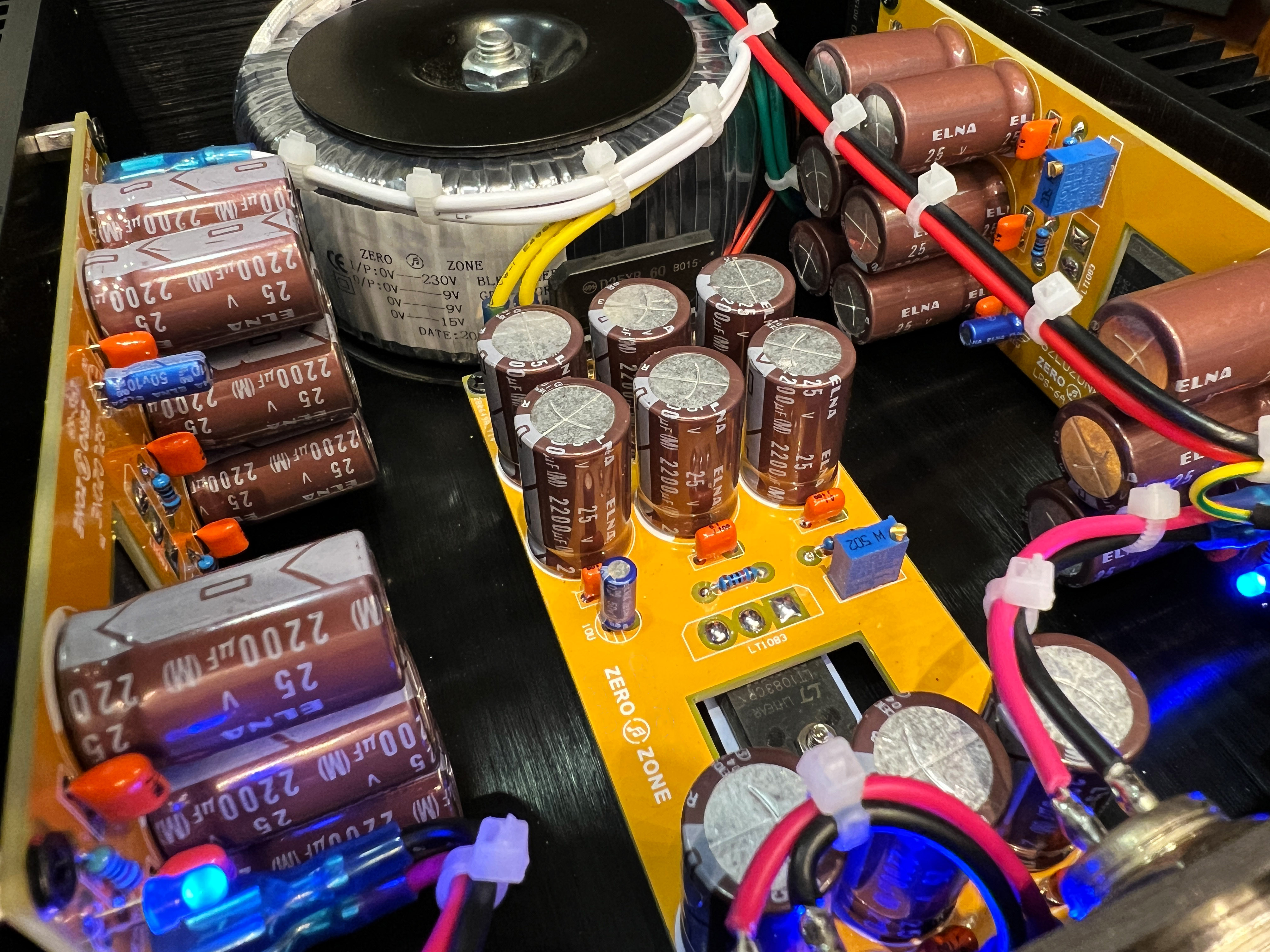
مزود طاقة يحتوي علي العديد من المكثفات.

تُستخدم المكثفات في مزودات الطاقة حيث تعمل على تنعيم خرج مقوم الموجة الكاملة أو نصف الموجة. ويمكن استخدامها أيضًا في دوائر مضخات الشحن كعنصر تخزين للطاقة في توليد فولتيات أعلى من جهد الدخل. يتم توصيل المكثفات بالتوازي مع دوائر الطاقة في معظم الأجهزة الإلكترونية والأنظمة الأكبر حجمًا (مثل المصانع).
على سبيل المثال تستخدم معدات الصوت العديد من المكثفات بهذه الطريقة لتحويل همهمة خطوط الطاقة قبل أن تدخل إلى دوائر الإشارة. تعمل المكثفات كاحتياطي لمصدر الطاقة المستمر. يتم استخدام هذا في معدات الصوت في السيارات عندما يعوض مكثف التقوية عن المحاثة ومقاومة الأسلاك المؤدية إلى بطارية السيارة الرصاصية الحمضية.

### تصحيح معامل القدرة
- المقالة الرئيسية: معامل القدرة

في توزيع الطاقة الكهربائية تُستخدم المكثفات لتصحيح معامل القدرة. غالبًا ما تأتي هذه المكثفات على شكل ثلاثة مكثفات متصلة كحمل ثلاثي الطور. عادةً، لا تُعطى قيم هذه المكثفات بالفاراد بل كقدرة تفاعلية بوحدة الفولت أمبير. والغرض من ذلك هو مواجهة التحميل الاستقرائي من الأجهزة مثل المحركات الكهربائية وخطوط النقل لجعل الحمل يبدو وكأنه مقاوم. قد تحتوي المحرك أو المصباح على مكثفات لتصحيح معامل القدرة أو قد يتم تركيب مجموعات أكبر من المكثفات في مركز تحميل داخل مبنى أو في محطة فرعية كبيرة للمرافق.